# René Arpin-Pont
 René Arpin-Pont, né le 19 janvier 1954 à Belley et mort le 10 juillet 1991 à Tignes, est un skieur alpin.

## Biographie
Il est membre de l'équipe de France de ski alpin au milieu des années 1970.
En 1974 il prend la 34e place de la descente des championnats du monde à Saint-Moritz.
Cette même année, il est sacré Champion de France du combiné à Morzine/Avoriaz. L'année suivante il prend la 4e place des championnats de France de descente,.

## Palmarès

### Championnats du monde
| Épreuve / Édition          | Descente |
| Mondiaux 1974 Saint-Moritz | 34e      |

### Championnats de France
| Édition / Epreuve                 | Descente | Slalom géant | Slalom | Combiné |
| --------------------------------- | -------- | ------------ | ------ | ------- |
| Championnats 1974 Morzine/Avoriaz |          |              |        | Or      |
| Championnats 1975 Mégève          | 4e       | -            | 15e    | -       |